# Elecciones seccionales de Ecuador de 1953
Las elecciones seccionales de Ecuador de 1955 se realizaron para elegir los cargos de 17 presidentes de consejos provinciales, 17 consejeros provinciales, 14 alcaldes y 14 concejales municipales para el periodo 1953-1955. Estas elecciones tienen la particularidad de que no se realizaron la elecciones de alcaldes de Guayaquil y Napo (hoy Tena) por decisión del Congreso Nacional.

## Resultados a presidente de Concejo Provincial
| Provincia       | Presidente                    | Partido o alianza |
| --------------- | ----------------------------- | ----------------- |
| Azuay           | Luis Moscoso Vega             | PCE               |
| Bolívar         |                               |                   |
| Cañar           |                               |                   |
| Carchi          |                               |                   |
| Chimborazo      |                               |                   |
| Cotopaxi        |                               |                   |
| El Oro          |                               |                   |
| Esmeraldas      | César Concha Andrade          | PLRE              |
| Guayas          | Ricardo Tola Carbo            | PLRE              |
| Imbabura        |                               |                   |
| Loja            |                               |                   |
| Los Ríos        |                               |                   |
| Manabí          | Macario Gutiérrez Solórzano   | PSE               |
| Napo Pastaza    |                               |                   |
| Pichincha       | Manuel Jijón Caamaño y Flores | PCE               |
| Santiago Zamora |                               |                   |
| Tungurahua      | Rodrigo Pachano Lalama        | PSE               |

## Resultados a alcaldías
| Ciudad     | Provincia  | Alcalde elegido                | Partido o alianza |
| ---------- | ---------- | ------------------------------ | ----------------- |
| Cuenca     | Azuay      | Miguel Ángel Estrella Arévalo  | FII               |
| Guaranda   | Bolívar    | Jaime Arregui Bermeo           |                   |
| Azogues    | Cañar      | Luis Alberto Ochoa Vásconez    |                   |
| Tulcán     | Carchi     | Félix Freire del Castillo      | PCE               |
| Riobamba   | Chimborazo | Daniel León Borja              | PCE               |
| Latacunga  | Cotopaxi   | Reinaldo Hidalgo Maldonado     | PCE               |
| Machala    | El Oro     | Carlos Verdaguer Coello        |                   |
| Esmeraldas | Esmeraldas | Roberto Luis Cervantes Montaño | PSE               |
| Ibarra     | Imbabura   | Carlos Merlo Vásquez           |                   |
| Loja       | Loja       | Ramón Burneo Serrano           |                   |
| Babahoyo   | Los Ríos   | Guillermo Baquerizo Jiménez    | PLRE              |
| Portoviejo | Manabí     | Manuel Palomeque Barreiro      |                   |
| Quito      | Pichincha  | Rafael León Larrea             | PCE               |
| Ambato     | Tungurahua | Neptalí Sancho Jaramillo       | PCE               |